# Liste der Monuments historiques in Theneuille
Die Liste der Monuments historiques in Theneuille führt die Monuments historiques in der französischen Gemeinde Theneuille auf.

## Liste der Bauwerke
| Bezeichnung      | Beschreibung              | Standort | Kennzeichnung | Schutzstatus   | Datum     | Bild           |
| ---------------- | ------------------------- | -------- | ------------- | -------------- | --------- | -------------- |
| Kirche St-Pierre | Erbaut im 12. Jahrhundert | (Lage)   | PA00093314    | Classé Inscrit | 1923 2003 | weitere Bilder |

## Liste der Objekte
| Bezeichnung                                                | Beschreibung            | Standort                       | Kennzeichnung | Schutzstatus | Datum | Bild |
| ---------------------------------------------------------- | ----------------------- | ------------------------------ | ------------- | ------------ | ----- | ---- |
| Beichtstuhl                                                | Holz                    | in der Kirche St-Pierre (Lage) | PM03001488    | Inscrit      | 1993  |      |
| Glocke                                                     | Bronze, 1712            | in der Kirche St-Pierre (Lage) | PM03000532    | Classé       | 1943  |      |
| Ölgemälde Sainte Conversation                              |                         | in der Kirche St-Pierre (Lage) | PM03001484    | Inscrit      | 1993  |      |
| Ölgemälde Die Verleugnung des Apostels Petrus              |                         | in der Kirche St-Pierre (Lage) | PM03001485    | Inscrit      | 1993  |      |
| Ölgemälde Dornenkrönung Christi (Foto in der Base Palissy) | 17. Jahrhundert         | in der Kirche St-Pierre (Lage) | PM03001483    | Inscrit      | 1993  |      |
| Skulptur Madonna mit Kind                                  | Holz, polychrom gefasst | in der Kirche St-Pierre (Lage) | PM03001486    | Inscrit      | 1993  |      |
| Pietà                                                      | Holz, polychrom gefasst | in der Kirche St-Pierre (Lage) | PM03001487    | Inscrit      | 1993  |      |